# 胡旋舞

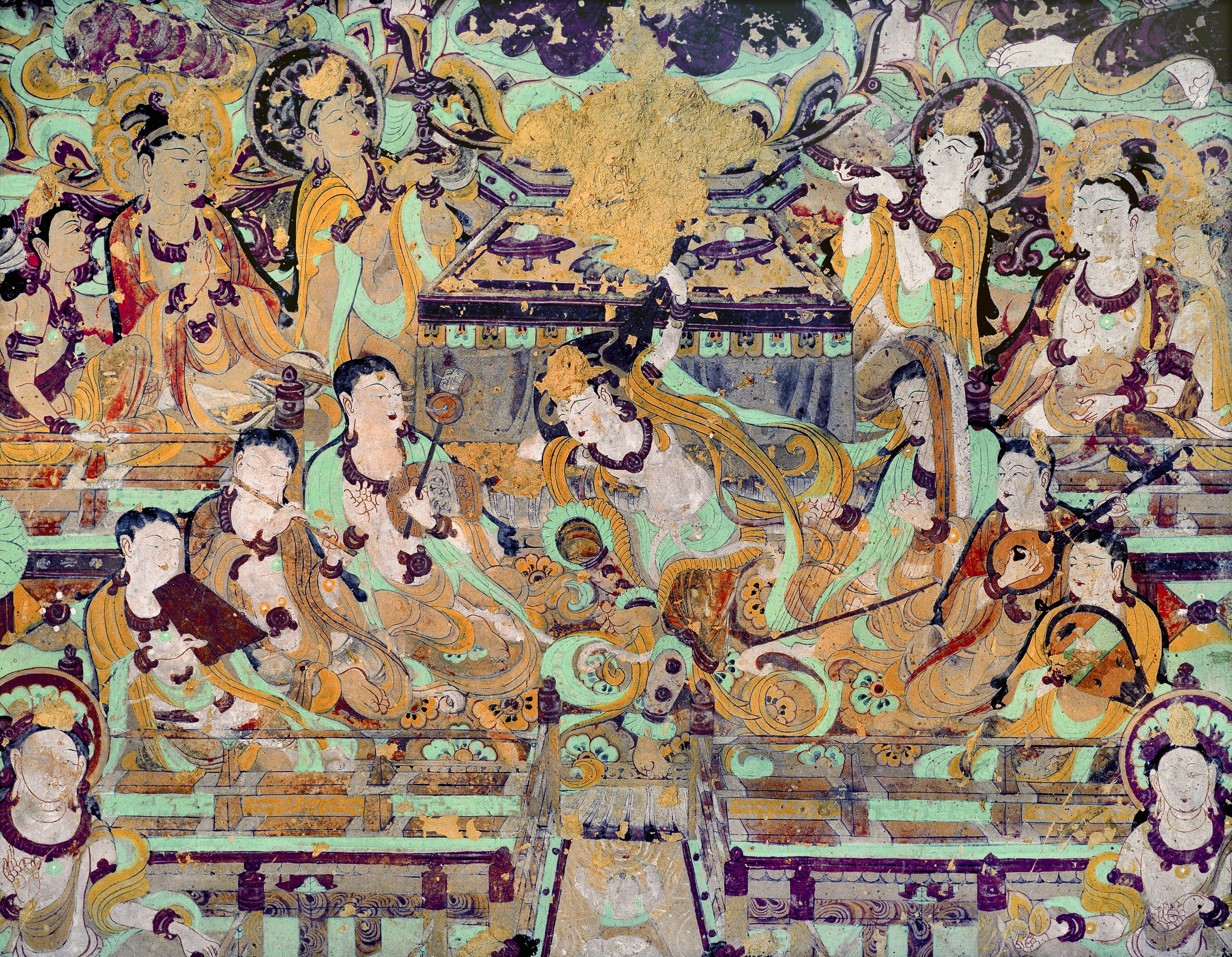
敦煌・莫高窟の第112窟の壁画『反弾琵琶 伎楽天』

胡旋舞（こせんぶ）は、唐代頃に中国に伝わった、サマルカンド地方に住むソグド人の舞踊。唐で流行し、ソグド人ばかりでなく、多くの人々によって好まれた。安禄山や楊貴妃もこの舞踊の名手であったことで知られる。他に、ソグド地方から伝わった踊りとして、胡騰舞（ことうぶ）、柘技舞（しゃしぶ）などがある。

## 概要
開元年間初期に、ソグド人の諸国から、「胡旋」を舞う女性が唐に献上されてきたことを伝える文献が存在する。主に女性によって舞われた。西域から伝わった音楽の管弦や太鼓の音に従い、軽い布をつけ、急速な速度で旋回する踊りであったことが、当時の記録やこれを題材にした詩を根拠に確認できる。また、小さい絨毯の上で踊り、そこから一歩も足を離すことはなかったと伝えられる。

## 胡騰舞
タシケント地方辺りを発祥とすると伝えられる。絨毯の上で、高く飛び上がり舞う、アクロバットな踊りであった。「胡児」によって踊られたという記述があるため、女性ではなく、男性の踊りだった説もある。

## 柘技舞
タシケント地方辺りを発祥とすると伝えられる。色鮮やかな服装をし、胡帽（ソグド人風の帽子）をかぶった二人の童女によって、舞われた。蓮の花を演出につかった華やかな舞であり、帽子につけた鈴が踊りとともに音色を出し、音楽と調和したと伝えられる。